# سوفیا سرسری
سوفیا سرسری (به انگلیسی: Sophia Serseri) ژیمناست زادهٔ ۱ دسامبر ۱۹۹۵ میلادی اهل کشور فرانسه است.